# Belton with Browston
Belton with Browston è un villaggio e parrocchia civile dell'Inghilterra, appartenente alla contea del Norfolk.